# Paraquilegia
Paraquilegia es un género de plantas con flores con DOCE especies perteneciente a la familia Ranunculaceae. Se distribuyen por el Himalaya.
Es una planta herbácea perenne con rizoma robusto, densamente cubierto por viejos peciolos y hojas. Las hojas son basales, compuestas y pecioladas. Las flores son hermafroditas, terminales, actinomorfas y solitarias, con 5 sépalos petaloides blancos y 5 pétalos amarillos mucho más pequeños que los sépalos y numerosos estambres y las anteras amarillas. Las semillas son dentadas o muy rugosas.

## Especies seleccionadas
- Paraquilegia afghanica
- Paraquilegia altimurana
- Paraquilegia anemonoides
- Paraquilegia anenonoides
- Paraquilegia caespitosa
- Paraquilegia chionophila
- Paraquilegia gemmifolia
- Paraquilegia grandiflora
- Paraquilegia kareliniana
- Paraquilegia microphylla
- Paraquilegia scabrifolia
- Paraquilegia uniflora

## Sinónimo
- Alexeya.